# Cyerce
Cyerce is een geslacht van weekdieren uit de klasse van de Gastropoda (slakken).

## Soorten
- Cyerce antillensis Engel, 1927
- Cyerce bourbonica Yonow, 2012
- Cyerce cristallina (Trinchese, 1881)
- Cyerce edmundsi T. E. Thompson, 1977
- Cyerce elegans Bergh, 1870
- Cyerce graeca Thompson T., 1988
- Cyerce kikutarobabai Hamatani, 1976
- Cyerce nigra Bergh, 1871
- Cyerce nigricans (Pease, 1866)
- Cyerce orteai Valdés & Camacho-Garcia, 2000
- Cyerce pavonina Bergh, 1888
- Cyerce verdensis Ortea & Templado, 1990